# Svele

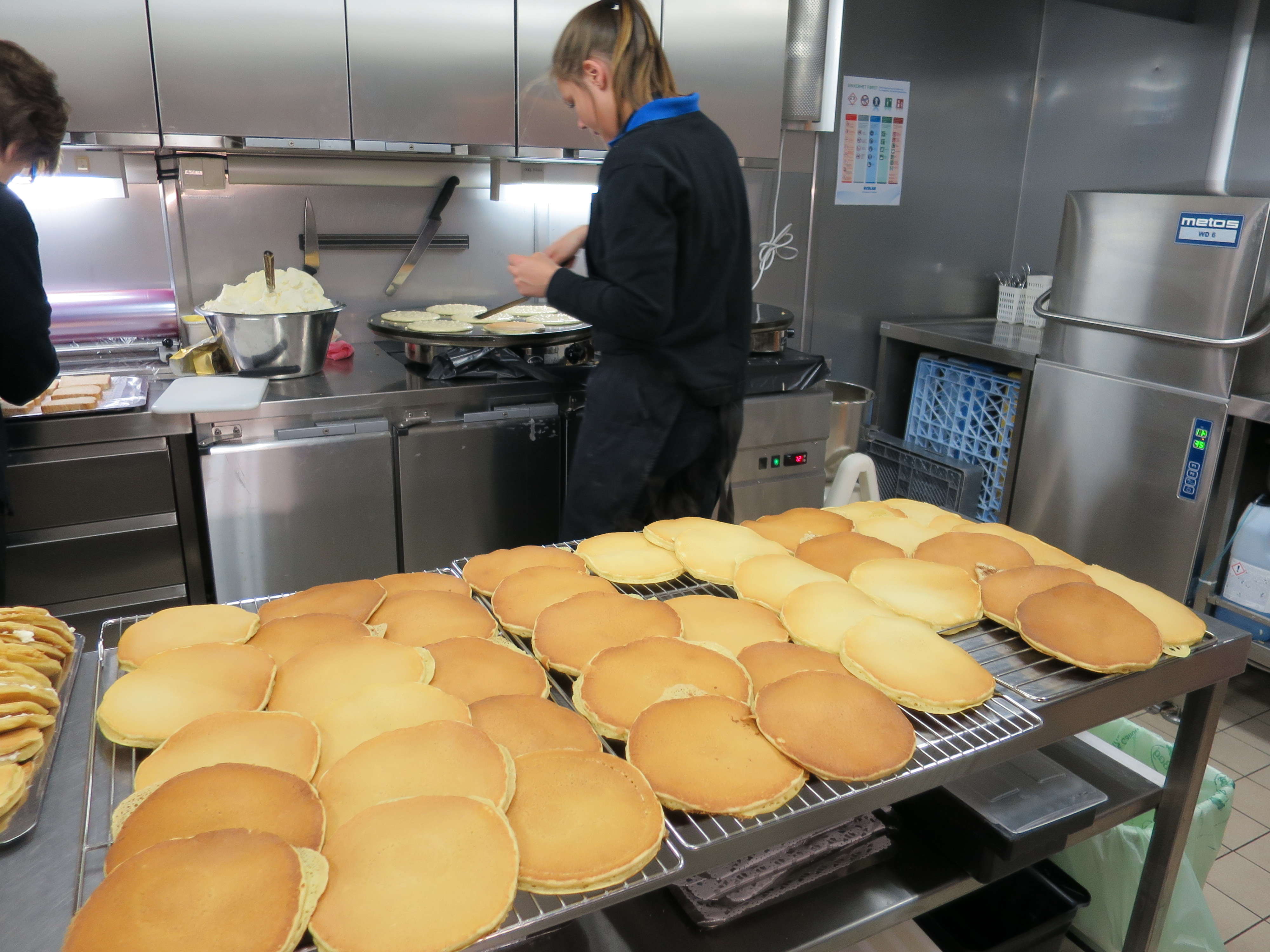
Bakning av svele för servering på färjan Bastø IV mellan Moss och Horten.

Svele, eller lapper, är en omkring en centimeter tjock pannkaka, för vilken bikarbonat och hjorthornssalt används som jäsmedel. Detta ger svelen en karaktäristisk smak. Svele konsumeras framför allt som mellanmål eller som kaffebröd utan pålägg eller med pålägg som brunost, lingonsylt, smör eller socker.
Smeten består av ägg, mjöl, smör, socker och surmjölk eller kefir. Svelen steks i pannkakslagg eller på stekbord.
Svele har sitt ursprung som traditionell maträtt i Sunnmøre, den södra delen av Møre og Romsdal fylke.
Färjerederiet Møre og Romsdal Fylkesbåtar började 1971 servera sveler på färjorna som binder ihop orter i Møre og Romsdal fylke. Detta bruk har sedan spridit sig till andra färjelinjer på Vestlandet i Norge, vilket gjort att färjeöverfarter kommit att associeras med att äta sveler. Även på färjor i Nordnorge och på rederiet Bastø Fosens färjor Moss-Horten serveras sveler.